# Хальгасо
Хальгасо́ (рос. Хальгасо) — селище у складі Солнечного району Хабаровського краю, Росія. Входить до складу Солнечного міського поселення. В селищі знаходиться база зберігання бронетехніки, частина якої після розконсервації використовується у війні проти України.

## Населення
Населення — 223 особи (2010; 321 у 2002).
Національний склад (станом на 2002 рік):
- росіяни — 90 %